# Haarmannsbrunnen

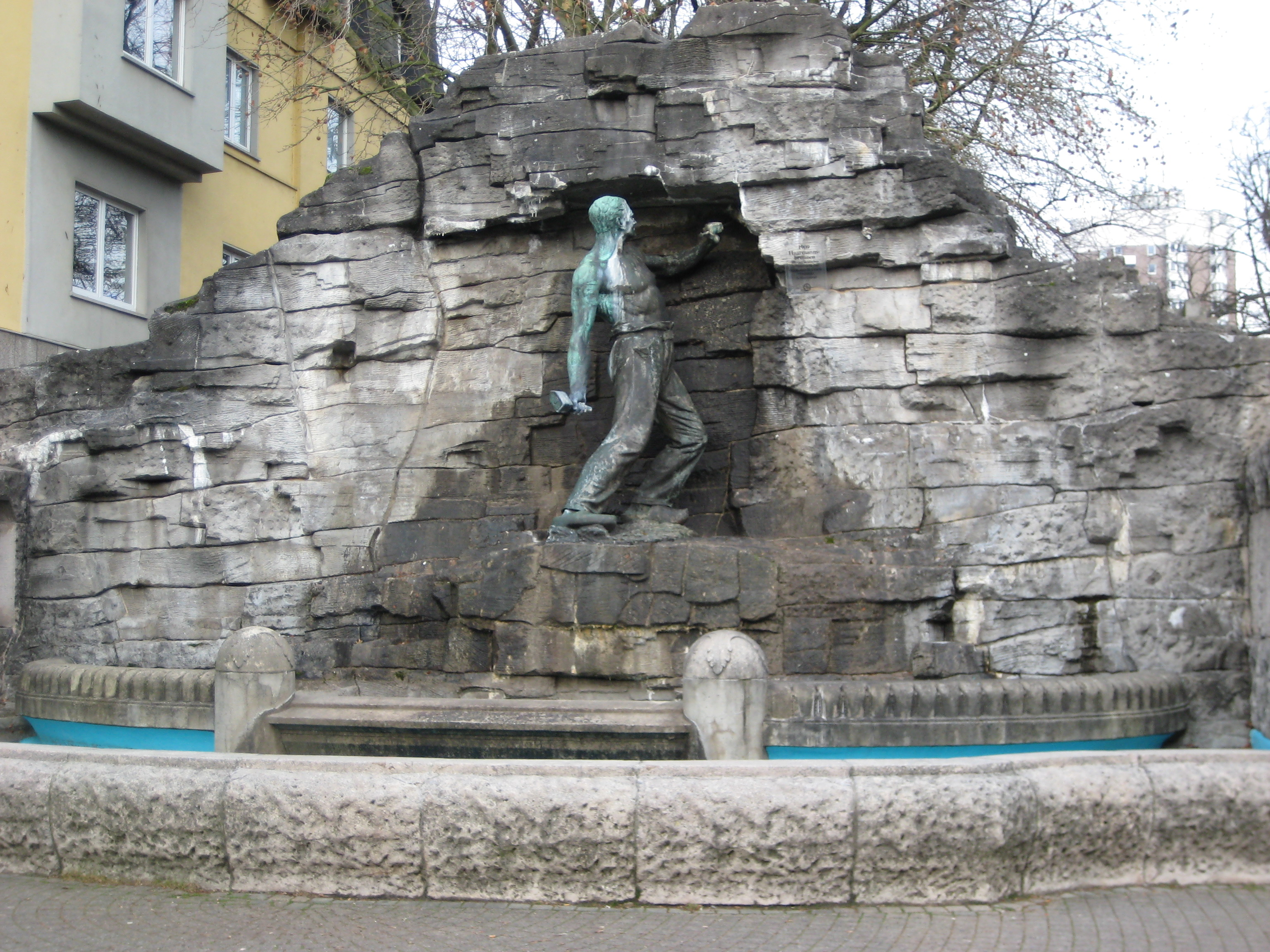
Der Haarmannsbrunnen am Herrenteichswall in Osnabrück

Der Haarmannsbrunnen ist ein Denkmal für Bergleute in Osnabrück (Niedersachsen). Die Brunnenanlage aus dem Jahr 1909 ist eines der ältesten Arbeiterdenkmale in Deutschland. Sie trägt den Namen ihres Stifters, des Stahlwerksdirektors und Senators August Haarmann. Im Betrieb des Denkmals ergießt sich das herausströmende Wasser über die Bronzefigur und fließt in den unten davor gebauten Brunnen.

## Einordnung

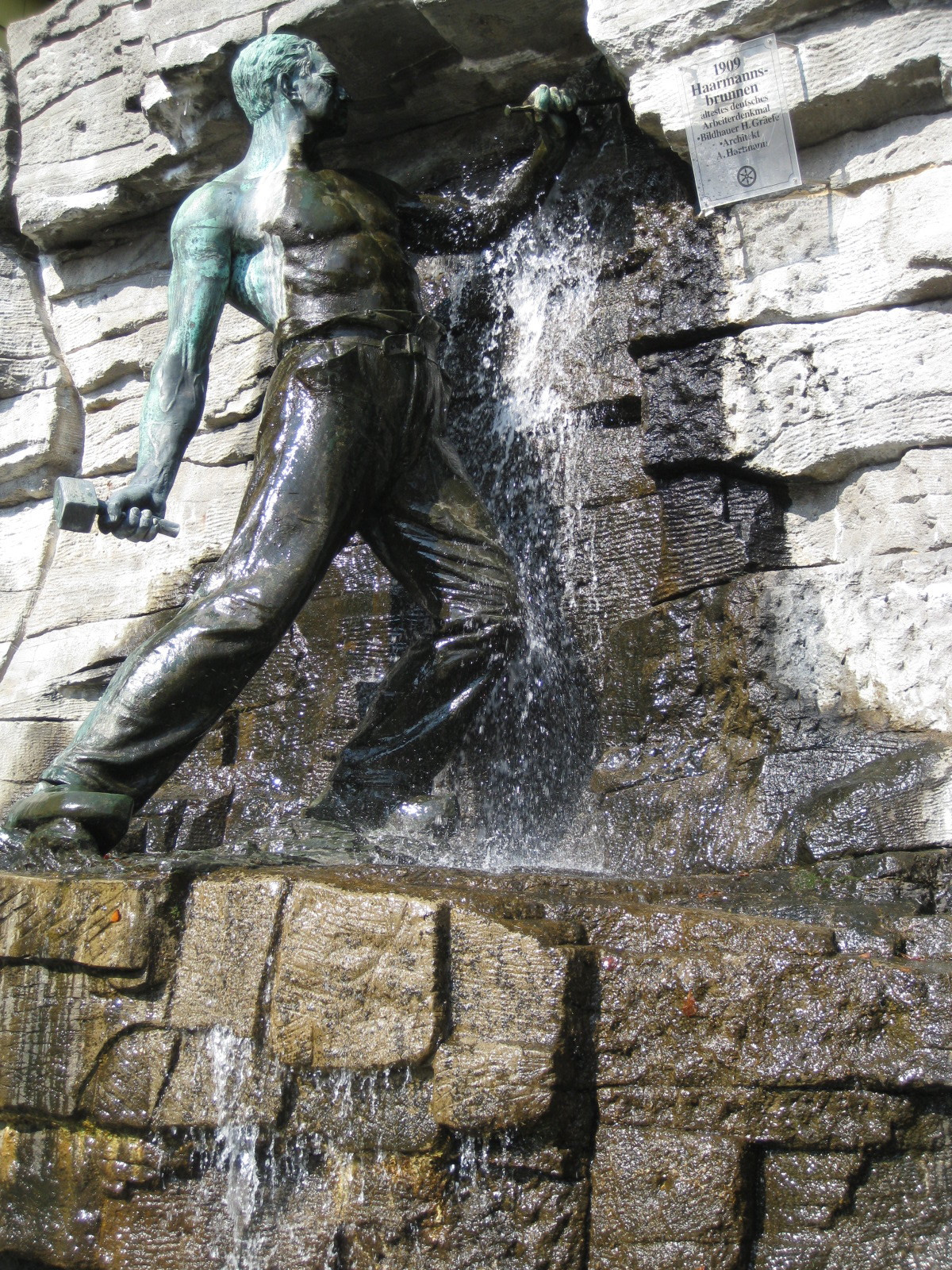
Die Bergmannsskulptur

In Veröffentlichungen wird der Haarmannsbrunnen häufig als das älteste Arbeiterdenkmal Deutschlands genannt. Älter ist jedoch etwa der Eisengießerbrunnen aus dem Jahr 1906 in der Dortmunder Nordstadt, der sich seit 1990 wieder dort befindet.
Am 7. September 1893 hatte sich ein schweres Grubenunglück mit 9 Todesopfern beim Steinkohleabbau im Stüveschacht der Zeche Piesberg ereignet. Dass Haarmann den Brunnen zum Gedenken an dieses Unglück errichten ließ, ist nicht belegt. Der Untertagebau am Piesberg wurde 1898 eingestellt, bis heute wird dort jedoch noch über Tage Stein abgebaut.
Nach Haarmann sollte der Brunnen „einen kraftvollen Arbeiter darstellen, der eine Quelle erbohrt hat und sich angesichts des hervorsprudelnden Wassers seiner erfolgreichen Arbeit erfreut“.

## Standort
Der Haarmannsbrunnen befindet sich am südlichen Ende des Herrenteichswalls im Zentrum Osnabrücks. Der Herrenteichswall ist Teil der ehemaligen Stadtbefestigung. Nach 1905 wurde der Bereich zwischen Möser-Platz und Wall als Terrassenanlage neu gestaltet.

## Denkmal
Der Haarmannsbrunnen zeigt einen leicht überlebensgroßen Bergmann aus Bronze mit entblößtem Oberkörper und Bergmannshose. Er arbeitet mit Schlägel und Eisen, obwohl in der Zeit der Errichtung des Denkmals bereits mit Pressluftbohrern gearbeitet wurde. Auf die Statue strömt Wasser herab, weil der Bergmann eine Wasserader getroffen hatte. In der Realität bedeutete ein Wassereinbruch unter Tage Gefahr für Leib und Leben. Der Stollen wurde aus Durilit nachgebildet, einem Kunststein, der aus Gesteinsmehl vom Piesberg hergestellt wurde.

## Geschichte

### Stifter
Gestiftet wurde der Haarmannsbrunnen vom Geheimrat und Senator August Haarmann (* 4. August 1840 in Blankenstein/Ruhr; † 7. August 1913 in Osnabrück). Außerdem war er derzeit Generaldirektor des Georgs-Marien-Bergwerks- und Hüttenvereins und wollte den Eingang des höher gelegenen Herrenteichswalls als Teil der alten Stadtbefestigung erhalten, damit dieser nicht weiter abgetragen werden konnte. Die Stadt Osnabrück wollte dort ein neues Geschäftsviertel errichten.
Er stammte aus einfachen Verhältnissen, besuchte die Gewerbeschule in Bochum und finanzierte sein Studium teilweise als Bergmann. 1872 wurde er Direktor des Stahlwerks in Osnabrück, das 1885 mit dem Hüttenwerk des Georgs-Marien-Bergwerks- und Hüttenverein in Georgsmarienhütte fusionierte. Haarmann trug bei den Beschäftigten wegen seiner hohen Anforderungen an sie den Spitznamen „Gevatter Grausam“, war andererseits dafür bekannt, sie in Notlagen zu unterstützen.
Den Bergmannsberuf schätzte er hoch und war „stets stolz darauf, daß er den mit einer ganz besonderen Atmosphäre umgebenen Beruf des Bergmanns in allen Einzelheiten erlernt hatte“, wie sein Sohn Justus berichtete.
Zur Erhaltung zum hochgelegenen Herrenteichswall, ließ er einen Treppenaufgang aus Piesberger Durilitstein und den Bergmannsbrunnen errichten.

### Bildhauer
Haarmann beauftragte den Bildhauer, Dichter und Kommunalpolitiker Adolf Graef (* 14. April 1862 in Schlotheim; † 12. April 1941) mit der Errichtung des Denkmals. Graef hatte in Paris bei Auguste Rodin studiert und lebte mit seiner Frau Ella Rump in Fürstenau und Berlin. Das Vermögen seiner Frau ermöglichte es ihm, seinen Interessen nachzugehen.

### Einweihung
Am 1. Mai 1909 wurde das Denkmal eingeweiht, die Veranstaltung war nicht öffentlich bekannt gemacht worden. Zu den Teilnehmern gehörten vornehmlich Osnabrücker Honoratioren, darunter Oberbürgermeister Julius Rißmüller, der wie der Stifter eine Ansprache hielt.
Arbeiter waren nicht eingeladen. 1909 begingen Arbeiter in Osnabrück den 1. Mai erst nach Arbeitsende mit einem Ausflug und abends mit einer Veranstaltung in einem Hotel.
Bei der Einweihung des Denkmals wurde das Grubenunglück von 1893 nicht erwähnt.

### Zweiter Weltkrieg
In der Zeit des Nationalsozialismus wurde der Haarmannsbrunnen als bedeutende Sehenswürdigkeit in Osnabrück angesehen und vielfach auf Ansichtspostkarten verbreitet. Dennoch wurde die Bergmannsskulptur während des Zweiten Weltkriegs demontiert und der Metallsammlung zugeführt, jedoch nicht eingeschmolzen. Nachdem man sie 1949 in einer Metallschmelze bei Brilon gefunden hatte, kaufte die Stadt Osnabrück sie zurück und ließ sie im Oktober desselben Jahres am alten Standort wieder aufstellen. Die Brunnenanlage wurde zuletzt besonders aufwendig im Jahr 1980 für mehr als 700.000 DM (rund 358.000 €) renoviert. Kleinere Reparaturen folgten 1996 und 2003. Im Jahr 2014 sind 51.000 € zur Erneuerung kalkuliert, das der städtische Eigenbetrieb "Immobilien" für die Sanierung und technische Instandsetzung ausgibt. Die Kulturstiftung der Herrenteichslaischaft übernimmt ca. 6000 €.